# Dictadura de los Hermanos Tinoco

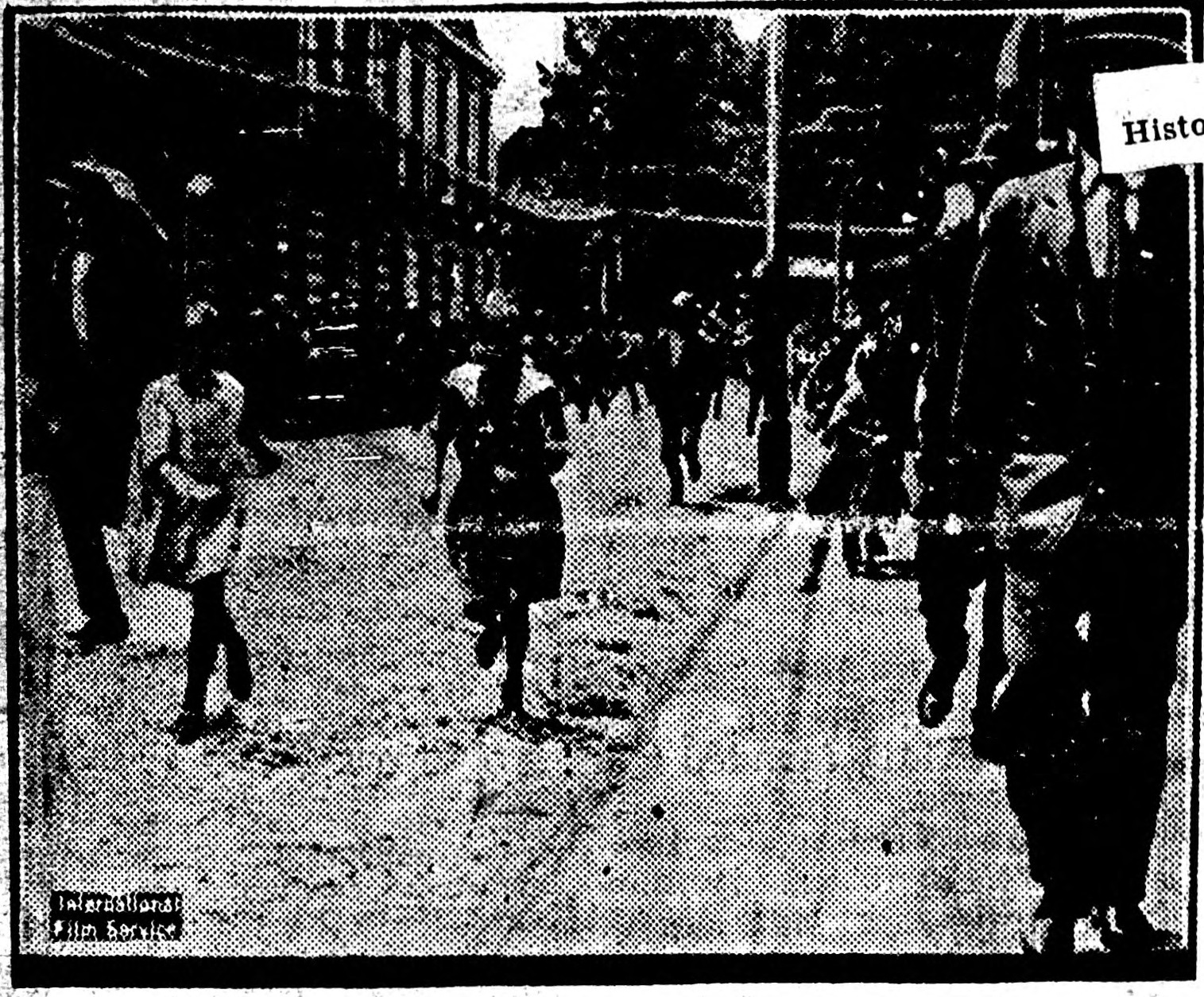
Josefinos escapando de las tropas de Tinoco el 20 de agosto de 1919, según The Bemidji daily pioneer.

La dictadura de los Hermanos Tinoco, Dictadura tinoquista o peliquista, o Dictadura de los Tinoco es el período histórico de Costa Rica en que se implantó la dictadura militar liderada por Federico Alberto Tinoco Granados como presidente de facto y su hermano José Joaquín Tinoco Granados como ministro de Guerra. Inició tras el golpe de Estado de Costa Rica de 1917 el 27 de enero de 1917 y culminó con la salida de Tinoco de Costa Rica hacia Francia el 13 de agosto de 1919, tres días después del asesinato de su hermano y tras una serie de insurrecciones armadas y masivas protestas civiles conocidas como la Revolución de Sapoá y el  Movimiento cívico estudiantil de 1919 respectivamente.

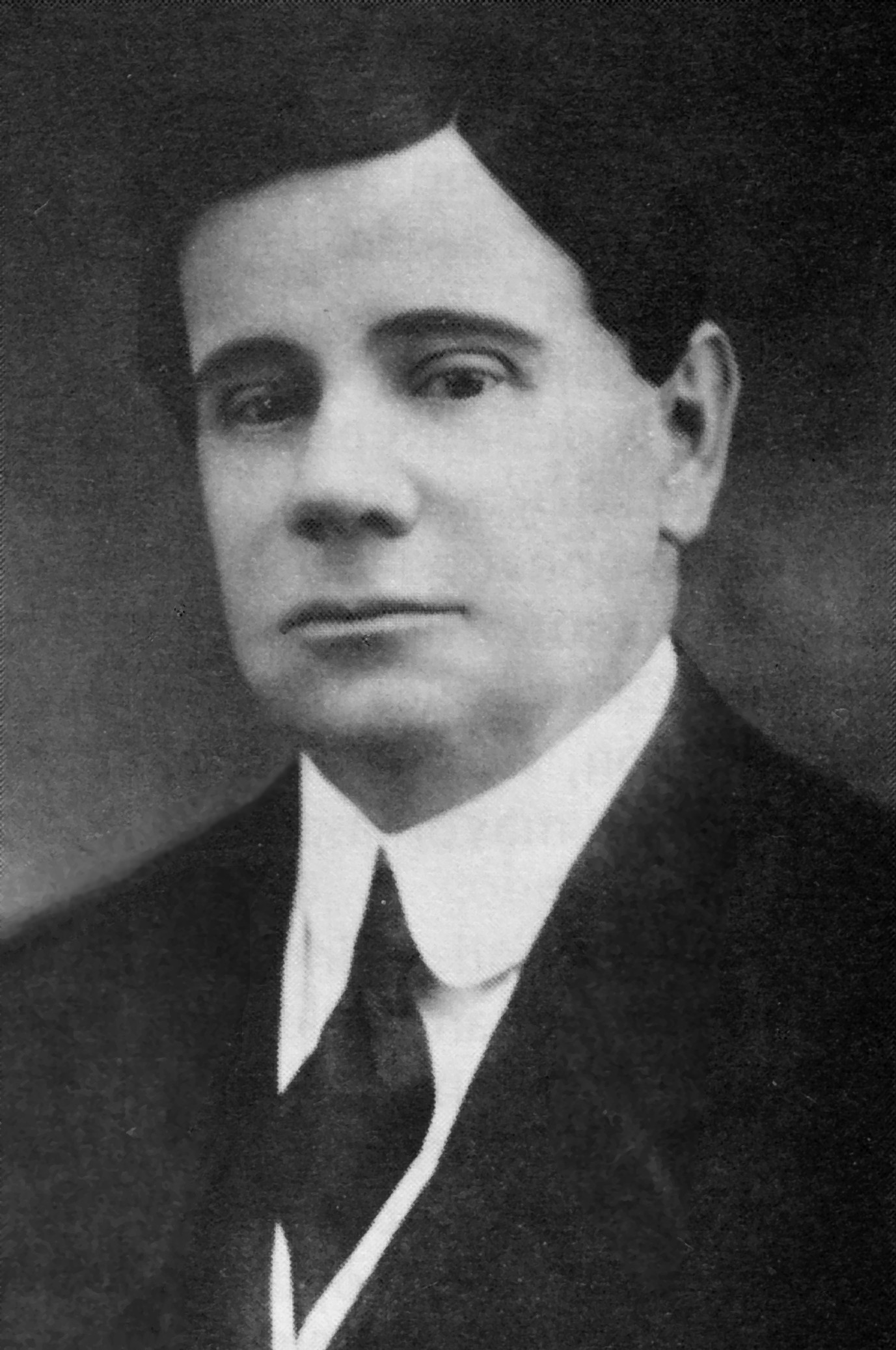
Federico Tinoco.

## Antecedentes
Alfredo González Flores es designado presidente de Costa Rica por el voto del Congreso como estipulaba la Constitución entonces vigente tras el acuerdo político entre los candidatos que participaron en la elección de 1913: Máximo Fernández Alvarado y Carlos Durán Cartín. Poco después de iniciado su gobierno el 8 de mayo de 1914, da comienzo la I Guerra Mundial, causando una grave crisis económica por la dependencia costarricense a la exportación de productos a las potencias ahora en guerra.
González aplicó además una serie de medidas progresistas que generaron la ira de la poderosa oligarquía empresarial costarricense, incluyendo la creación del primer banco público (la banca era un monopolio privado en manos de la oligarquía) el Banco Internacional de Costa Rica, una reforma tributaria que gravaba con 15% el gran capital, la Ley de Catastro, que buscaba cuantificar adecuadamente el valor de las propiedades y su veto a la concesión petrolera Pinto-Greulich, suscrita entre el Secretario de Fomento Enrique Pinto y el magnate estadounidense Leo Greulich, que permitiría a su compañía la West India Oil Company explotar los pozos petrolíferos costarricenses.
El descontento popular por la crisis económica y la furia por parte de las clases poderosas permitió al ministro de Marina de González, Federico Tinoco efectuar un golpe de Estado el 27 de enero de 1917 con pleno apoyo (al menos originalmente) de la oligarquía, la Iglesia y el Ejército.

## Esfuerzos de legitimación
Pasado el golpe, Tinoco intentó legitimar a su gobierno convocando las elecciones presidenciales de 1917, aunque con él como candidato único y a su partido, el Partido Peliquista (formado para sostener el régimen y único legal) como partido único. Convocó también a una Asamblea constituyente que discutió una nueva constitución redactada por una junta conformada por destacados expresidentes (aunque no todos los exmandatarios aceptaron participar).
Terminado este proceso y promulgada la nueva constitución, el régimen convocó a elecciones para llenar los recién creados Senado y Cámara de Diputados de Costa Rica, aunque nuevamente los comicios se dieron en un ambiente de autoritarismo político sin oposición.

## Policía secreta
La policía secreta creada por Cleto González Víquez para la seguridad interna se utilizó por Tinoco para reprimir a la oposición y aterrorizar a la población civil. Apodados «los esbirros», los agentes tinoquistas tenían bajo su labor identificar, amenazar y arrestar a los opositores, y en algunos casos, ejecutarlos.

## Política internacional

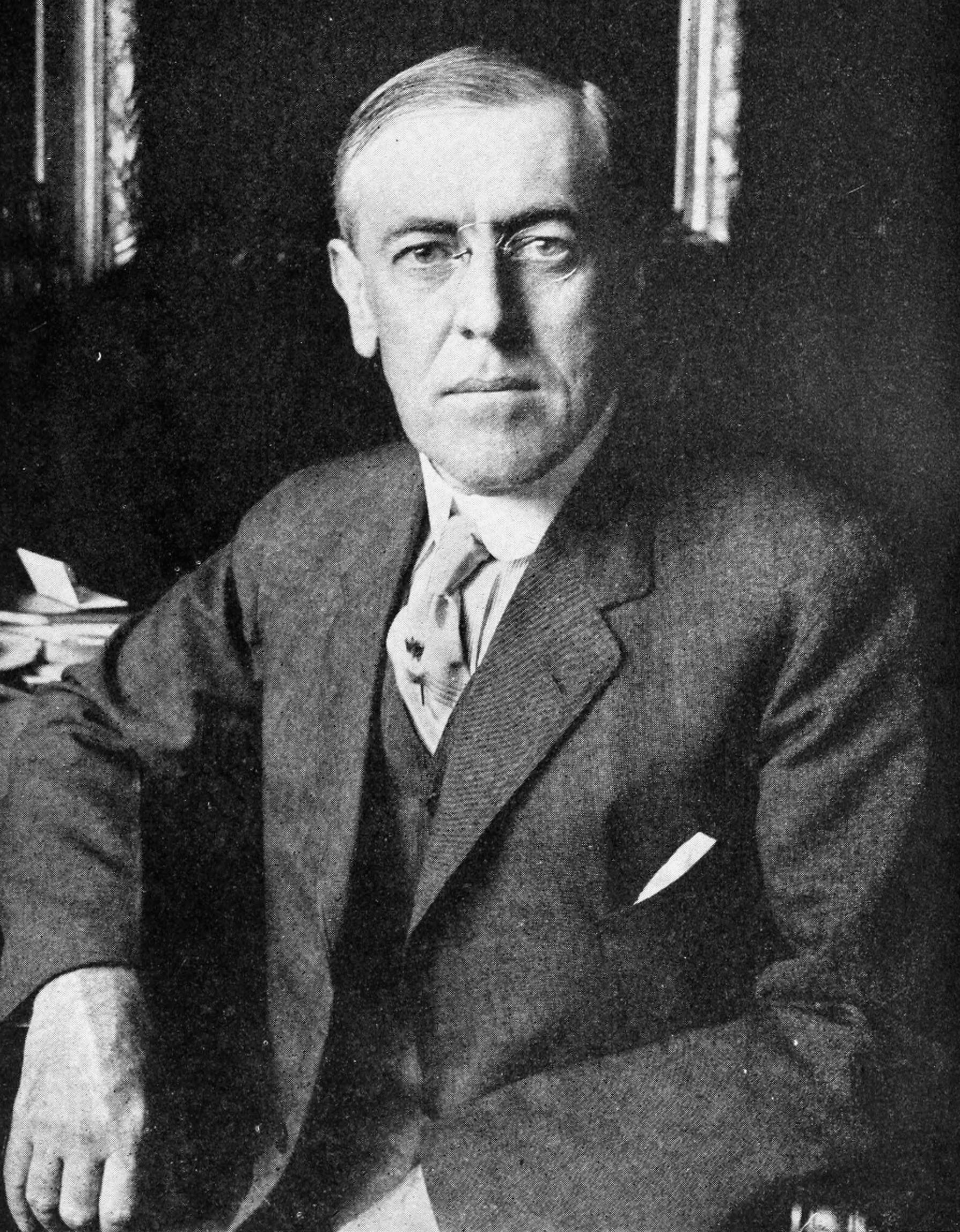
El presidente estadounidense Woodrow Wilson.

El gobierno del presidente demócrata Woodrow Wilson se niega a reconocer al gobierno golpista e incluso bloquea la participación de Costa Rica en la I Guerra Mundial, con la cual Tinoco había intentado congraciarse con Washington.
No obstante, el bloqueo estadounidense y el apoyo de la administración Wilson a la oposición antitinoquista, sumado a la declaratoria de guerra que hizo Costa Rica al Imperio alemán, sirvió a Tinoco para justificar la aplicación de la ley marcial y encarcelar sin habeas corpus a cientos de opositores.

## Inicio de la oposición
La presentación de dos polémicos proyectos de ley por parte de Tinoco; la restauración de la pena de muerte y la eliminación del voto directo comenzaron a restar apoyo al régimen. Hasta entonces, la oposición había logrado hacerse oír mediante periódicos opositores como el Diario de Costa Rica, Acción Social y El Liberal que fueron cerrados por el régimen para incremento de la animadversión popular.
Las primeras manifestaciones antitinoquistas se realizaron entre el 12 y 13 de noviembre de 1918 en medio de las conmemoraciones por el fin de la guerra. El opositor Stewart Johnson incluso compara la derrota del Káiser alemán con la inminente derrota de Tinoco y se escuchan gritos de «¡Muerte a Tinoco!» y «¡Abajo el gobierno!». La policía reprime violentamente las manifestaciones.

## Violaciones a los derechos humanos
El régimen tinoquista fue particularmente represivo. Además del cierre de medios opositores y el encarcelamiento de disidentes, se llevaron a cabo torturas y ejecuciones extrajudiciales.
Los principales presidios de opositores fueron el Cuartel Bellavista y la Penitenciaría Central. Entre las torturas aplicadas se incluían azotes con «el palo» y la «verga» (un músculo secado al sol), el uso del cepo en dos variantes; la alta que dejaba los pies en suspenso, causando letales cortaduras en el cuello y las muñecas, y el bajo que provocaba agotamiento por la incómoda posición. Además las celdas estaban en condiciones infrahumanas; sucias, poco ventiladas, húmedas y repletas de ratas, cucarachas y chinches. Entre estas, había un tipo particular de celda reducida conocida como «el claustro», donde el preso debía mantenerse de pie y moría luego por la extenuación. Estos tormentos eran reservados para opositores políticos y presos indisciplinados.

## Alzamientos y oposición
Los hermanos Alfredo y Jorge Volio y el intelectual Rogelio Fernández Güell intentaron insurrecciones armadas contra Tinoco en el sur del país que fueron derrotadas. Güell fue asesinado junto a Carlos SanchosJeremías Garbanzo, Ricardo Rivera, Salvador Jiménez y Joaquín Porras en Buenos Aires por los esbirros. El docente salvadoreño Marcelino García Flamenco presencia el crimen y huye a Panamá, donde denuncia los hechos a la prensa. Flamenco regresaría al país junto a otros jóvenes para intentar una malograda insurrección que fracasa en la llamada Batalla del Arriete del 19 de julio de 1919, tras lo cual sería macheteado, arrastrado aun vivo por un caballo y rociado con querosén antes de ser incendiado vivo por los esbirros tinoquistas. Su muerte heroica aun se conmemora tanto en El Salvador como en Costa Rica, especialmente en el cantón de La Cruz.
El asesinato de Marcelino incendió los ánimos y la indignación. Julio Acosta García lidera la oposición armada antitinoquista que se organiza desde Sapoá, Nicaragua y se conoce como «revolución de Sapoá», que aunada a las protestas populares, desembocan en el asesinato de José Joaquín Tinoco y su huida del país de junto a su familia e incondicionales. Tinoco moriría en el exilio el 7 de diciembre de 1937.

## Hechos posteriores y restablecimiento de la democracia
Depuesto Tinoco, asume el poder Juan Bautista Quirós Segura, quien sigue sin ser reconocido por Washington. Se abroga la constitución tinoquista, restableciendo la Constitución Política de Costa Rica de 1871 y se convocan elecciones generales que son ganadas fácilmente por el líder de la oposición antitinoquista Julio Acosta García del Partido Constitucional. Su contrincante fue el médico tinoquista y hermano del expresidente Bernardo Soto Alfaro, José María Soto Alfaro cuya candidatura no tenía posibilidades de ganar pero que permitió validar la elección de Acosta.

## Análisis

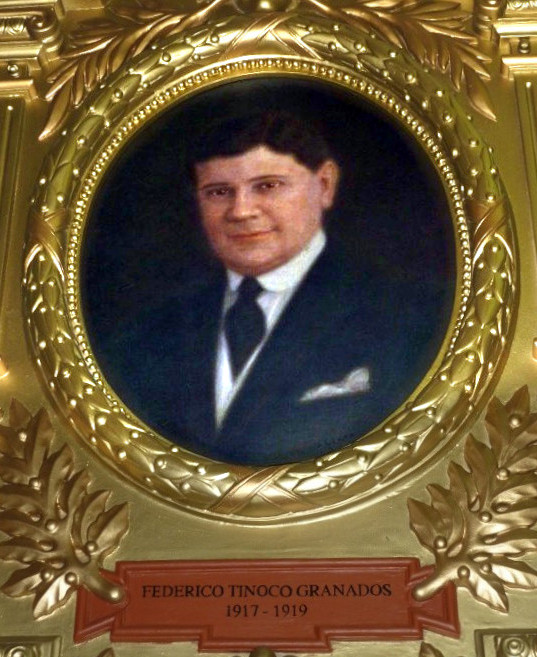
Retrato oficial de Federico Tinoco en la Asamblea Legislativa.

La figura de Tinoco pasó a convertirse en emblemática del autoritarismo y la dictadura, convirtiéndose en una suerte de antagonista en la historia costarricense. Por ende, la presencia de su retrato en el Salón de Presidentes de la Asamblea Legislativa de Costa Rica ha despertado polémica. A pesar de la existencia de otros gobiernos autoritarios previos, especialmente en el siglo XIX, el régimen de Tinoco es el más notorio entre los costarricenses. No obstante, Samuel Stone asegura que solo dos gobiernos podrían considerarse genuinamente dictaduras en Costa Rica; el de Tomás Guardia y el de Tinoco.
Aunque se dio una ruptura más del orden constitución con la guerra civil de 1948, el subsecuente gobierno de facto de José Figueres no suele considerarse dictatorial por cuanto entregó el poder 18 meses después de su toma, como fue pactado. Tinoco pasaría entonces a ser el único dictador costarricense en todo el siglo XX, hecho inusual en Latinoamérica. Sin embargo, a diferencia de otros regímenes autocráticos como la dictadura militar de Chile, de Guatemala, de Argentina y de Uruguay, la dictadura de Tinoco y sus hechos no son estudiados a fondo en la academia y sociedad costarricense.